# Comuna Ridala
Ridala este o comună (vald) din Comitatul Lääne, Estonia.
Comuna cuprinde 2 târgușoare și 56 de sate.

Reședința comunei este târgușorul (alevik), Uuemõisa.

## Localități componente

### Târgușoare
- Paralepa
- Uuemõisa

### Sate
Aamse, Allika, Ammuta, Emmuvere, Erja, Espre, Haeska, Herjava, Hobulaiu, Jõõdre, Kabrametsa, Kadaka, Kaevere, Kiideva, Kiltsi, Kiviküla, Koheri, Koidu, Kolila, Kolu, Käpla, Laheva, Lannuste, Liivaküla, Litu, Lõbe, Metsaküla, Mäeküla, Mägari, Nõmme, Panga, Parila, Puiatu, Puise, Pusku, Põgari-Sassi, Rohense, Rohuküla, Rummu, Saanika, Saardu, Sepaküla, Sinalepa, Suure-Ahli, Tammiku, Tanska, Tuuru, Uneste, Uuemõisa, Valgevälja, Varni, Vilkla, Võnnu, Väike-Ahli, Vätse, Üsse.